# Goetz Kronburger
Goetz Kronburger (* 10. Februar 1933 in Berlin; † 28. September 2019) war ein deutscher Hörfunk- und Fernsehjournalist.

## Leben
Kronburger begann im Jahre 1947 beim Berliner Rundfunk seine Rundfunkkarriere. Bis 1954 arbeitete er auch für den NWDR und RIAS. Beim Sender Freies Berlin (SFB) begann der ausgebildete Schauspieler zunächst als Nachrichtensprecher. Später berichtete er als Reporter für SFB 1 und das SFB-Stadtradio Berlin 88.8. Sendungen wie Rund um den Funkturm, Treffpunkt Funkhaus und Rund um die Berolina wurden zu seinen Markenzeichen.
Seine Sendung Treffpunkt unterwegs im SFB-Fernsehen wurde in Krankenhäusern, Seniorenheimen und Freizeitstätten produziert. Kronburger moderierte zudem auch zahlreiche öffentliche Veranstaltungen wie das Katerfrühstück am Neujahrsmorgen und diverse Tanzabende. Im ARD-Nachtexpress war er weit über die Grenzen der Stadt hinaus zu hören.
Zwischen 1980 und 1984 moderierte er im ersten Fernsehprogramm der ARD die Kriminalspielserie „Wissen Sie es besser?“.
Nach mehr als 40 Berufsjahren ging Goetz Kronburger 1998 in den Ruhestand.
Der frühere Hörfunk- und Fernsehjournalist war seit längerem erkrankt, als er am 28. September 2019 starb.